# Kiełpino (jezioro)
Kiełpino (niem. Gr. Kölpin See) – jezioro rynnowe w Polsce, położone w województwie zachodniopomorskim, w powiecie szczecineckim, w gminie Szczecinek.
Akwen leży na Pojezierzu Drawskim. Cały obszar jeziora został ustanowiony rezerwatem przyrody w którym ochronie podlega ekosystem jeziora lobeliowego.